# International Amateur Theatre Association
International Amateur Theatre Association (französisch: Association Internationale du Théâtre Amateur, deutsch: Internationale Amateurtheater-Vereinigung, Kurzform: AITA/IATA) ist der weltweite Dachverband der Amateurtheater. Die Organisation wurde 1952 in Brüssel gegründet und hat nach mehrmaligem Sitzwechsel heute ihre Geschäftsstelle in London. Präsidentin ist derzeit die Finnin Merja Laaksovirta. Der Verband vertritt Mitgliedsorganisationen aus rund 80 Ländern auf fünf Kontinenten, wobei Mitglieder aus demselben Land als Nationales Zentrum zusammengefasst sind und Nationale Zentren aus gemeinsamen Kulturkreisen in Regionalzentren. Er ist von der UNESCO als NGO mit Konsultativstatus anerkannt.
aita/iata war 1957 im Fürstentum Monaco Initiator und ist bis heute, gemeinsam mit dem monegassischen nationalen AITA/IATA-Zentrum Studio de Monaco, Mitveranstalter des Weltamateurtheaterfestivals Mondial du Théâtre, das seither alle vier Jahre im Zusammenhang mit dem AITA/IATA-Weltkongress stattfindet.
Nationales Zentrum in Deutschland ist der Bund Deutscher Amateurtheater zusammen mit der Bundesarbeitsgemeinschaft Spiel und Theater, in Österreich der Österreichische Bundesverband für außerberufliches Theater und in der Schweiz der Zentralverband Schweizer Volkstheater. Diese drei Nationalen Zentren gehören zum Regionalzentrum Mitteleuropa (Central Europe Committee AITA/IATA), das aber auch einige Länder außerhalb des geografischen Raumes Mitteleuropa umfasst, wie Irland, Russland und Israel. Das CEC AITA/IATA ist Mitveranstalter des Welt-Kindertheater-Festes.